# ویکتور لافوس
ویکتور لافوس (فرانسوی: Victor Lafosse‎؛ زادهٔ) دوچرخه‌سوار اهل فرانسه است.